# 1088
Cette page concerne l'année 1088  du calendrier julien.
L'année 1088 est une année bissextile qui commence un samedi.

## Événements
- 12 mars : élection du pape Urbain II (fin en 1099)[1]. Eudes de Châtillon (Urbain II) s’appuie sur les Normands et les cités lombardes contre l’empereur et l'antipape qu'il soutient . Il cherche à se concilier les clergés nationaux en supprimant les légats permanents.
- Printemps et été : conduits par Odon de Bayeux, les barons anglo-normands se rebellent sans succès contre le roi d'Angleterre Guillaume le Roux, voulant réunifier le duché de Normandie et le royaume d'Angleterre sous le commandement de son frère le duc de Normandie Robert Courteheuse[2].

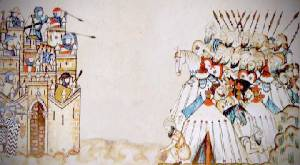
Siège d'Aledo

- Juin : nouvelle intervention de l'Almoravide Ibn Tashfin en Espagne. Il attaque la forteresse d’Aledo, dans le royaume de Murcie, qui résiste. Des querelles ayant éclaté entre les princes andalous, Ibn Tashfin juge préférable d'attaquer les troupes d’Alphonse VI de Castille qui viennent dégager Aledo[3]. Cet incident incite Ibn Tashfin à se débarrasser des émirs andalous[4].
- 30 septembre : début de la construction de l’église de Cluny III[5].

- Guillaume IV  aurait, selon Guillaume de Malmesbury, vendu ses droits sur le comté de Toulouse à son frère Raymond IV[6] (ou à la mort de Guillaume en 1094).
- Début du règne de Mstislav, fils de Vladimir II Monomaque, prince de Novgorod (1088-1094 et 1095-1117)[7].
- Partage des États de Robert Guiscard entre ses fils et son frère Roger de Sicile. Bohémond obtient la principauté de Tarente, Oria, Otrante et Gallipoli en compensation de sa renonciation au duché d'Apulie en faveur de Roger Borsa[8].
- Date conventionnelle de la création de l'université de Bologne ; Irnerius y enseigne le droit civil avec des textes légaux romains transportés de Ravenne[9].
- À Barus sur la côte ouest de Sumatra (actuelle Indonésie), une inscription atteste la présence d'une ligue de marchands tamouls[10].